# Pico Opizo

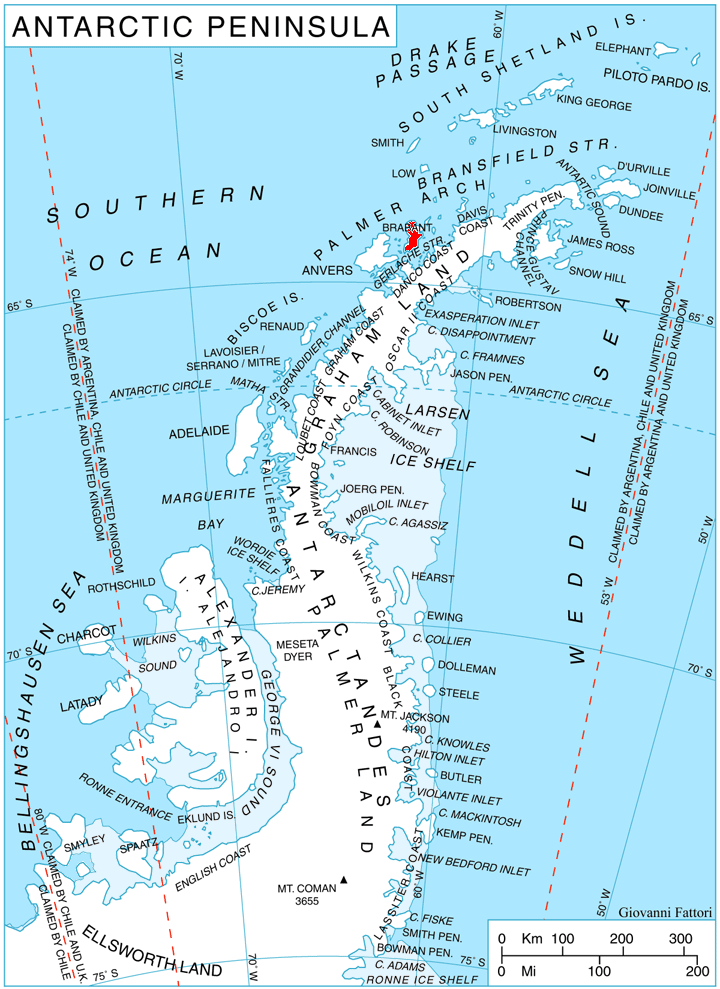
Localização da Ilha de Brabante na região da Península Antártica.

Pico de Opizo ( em búlgaro:  връх Опизо) é o pico de altitude coberto de gelo a 1100 m, próximo à extremidade oeste de Avroleva, na ilha de Brabant, no arquipélago de Palmer, na Antártica . Possui encostas íngremes e parcialmente sem gelo e supera a geleira Mitev a nordeste, a geleira Svetovrachene ao sul e a sela Doriones a oeste-sudoeste. 
O pico recebeu o nome da antiga estação romana de Opizo, no sul da Bulgária. 

## Localização
Opizo pico está localizado a 64° 13′ 02″ S, 62° 11′ 20″ O. Mapeamento britânico em 1980 e 2008. 

## Mapas
- Banco de dados digital antártico (ADD). Escala 1: 250000 mapa topográfico da Antártica. Comitê Científico de Pesquisa Antártica (SCAR). Desde 1993, regularmente atualizado e atualizado.
- Território Antártico Britânico. Mapa topográfico da escala 1: 200000. Série DOS 610, folha W 64 62. Diretoria de Pesquisas no Exterior, Tolworth, Reino Unido, 1980.
- Ilha de Brabante para as ilhas argentinas. Escala 1: 250000 mapa topográfico. Pesquisa Antártica Britânica, 2008.

## Referências

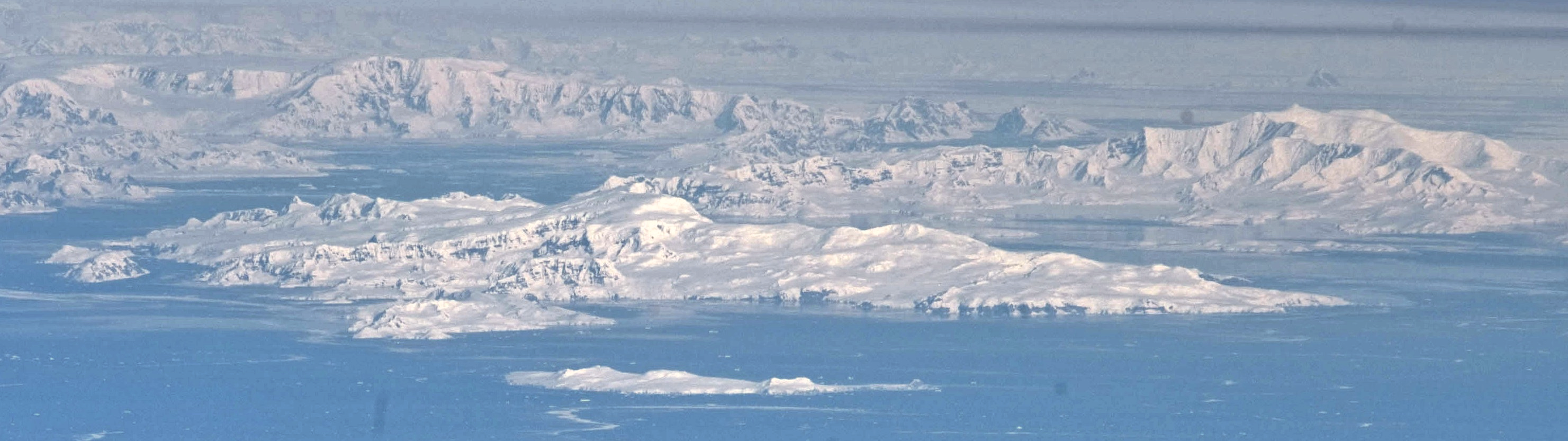
Ilha Brabante do nordeste, com a Ilha Anvers (à direita) e a Península Antártica ao fundo; As alturas de Avroleva são vistas no lado próximo da parte esquerda da ilha.